# Jeseník nad Odrou
Jeseník nad Odrou (dříve Německý Jeseník, německy Deutsch Jasnik, popř. Deutsch Jassnik) je obec, která se nachází v okrese Nový Jičín v Moravskoslezském kraji. Žije zde přibližně 1 900 obyvatel. Obec je členem sdružení Mikroregion Odersko, Region Poodří a SOMPO. Obcí protéká řeka Odra a říčka Luha.

## Název
V nejstarších dokladech ze 14. a 15. století se vesnice nazývala Jeseník s přívlastkem Německý. Od roku 1499 se české jméno v dokladech vyskytuje v podobě Jesenice (v jednotném čísle, většinou s přívlastkem Německá). Obě varianty mají původ v označení potoka či říčky protékající porostem jasanů. V roce 1924 byla úředně obnovena podoba Jeseník. Německé Jasnik vzniklo ze staršího českého Jaseník. Přívlastek Německý byl po druhé světové válce změněn na nad Odrou.

## Historie
První písemná zmínka o obci pochází z roku 1383 (Jessenyk theutonicalem – 4. pád).
Před druhou světovou válkou byla obec skládající se z 5 částí, převážně německá, s výjimkou obce Hůrka. Po útěku či vyvraždění židovského obyvatelstva a vystěhování Němců po válce byla obec znovu osídlena, a to především Ukrajinci, Rumuny či Čechy a Slováky z dalších částí Československa.
V noci z 24. na 25. června 2009 zasáhla obec náhlá povodeň vyvolaná sérií těsně po sobě jdoucích prudkých srážek. Ta zabila tři lidi a způsobila rozsáhlé materiální škody. Jeseník nad Odrou se tak z hlediska lidských ztrát stal nejvíce postiženým místem České republiky při těchto záplavách.
V roce 2013 byl vyhlášen Vesnicí roku.
V roce 2021 byla na území obce otevřena rozhledna Blahutovice u Jeseníku nad Odrou.

## Obecní správa a politika
Správu nad obcí vykonává obecní zastupitelstvo v čele se starostou. Je voleno v komunálních volbách na čtyři roky a má 15 členů. 

### Správní území
Obec leží v Moravskoslezském kraji s 300 obcemi ve Slezsku v okrese Nový Jičín s 54 obcemi, má status obce s rozšířenou působností a obce s pověřeným obecním úřadem je součástí správního obvodu Nový Jičín s 16 obcemi. Skládá se s 5 katastrálního území a 5 části obce. Sousedními obcemi sídla jsou Polom, Vražné, Mankovice, Starý Jičín, Bernartice nad Odrou a Bělotín.

## Obecní symboly
Obec má tyto následující symboly:  
- Vlajka – List tvoří čtyři svislé pruhy v barvách (zleva) bílá, modrá, zelená a červená. Poměr šířky k délce vlajky je 2:3.[13]
- Znak – Na stříbrném štítě se nachází červená růže se stříbrným semeníkem a zelenými kališními lístky na zeleném stonku s listy. Ve spodní části štítu je modrá vlnitá pata, která symbolizuje vodu.[13]

## Obyvatelstvo

Věková struktura obyvatel obce Jeseník nad Odrou roku 2011
Rodinný stav obyvatel obce Jeseník nad Odrou roku 2011
Vzdělání obyvatel obce Jeseník nad Odrou roku 2011

## Doprava
Obcí prochází železniční trať Přerov–Bohumín, na kterém leží zastávka Jeseník nad Odrou, která je zároveň poslední zastávkou na trati v Moravskoslezském kraji.

## Sport
Ve vesnici sídlí fotbalový klub TJ Slavoj Jeseník nad Odrou hrající na Fotbalovém stadionu Jeseník nad Odrou.

## Vybavenost
V obci je základní a mateřská škola s jídelnou a družinou, prodejna s potravinami, pálenice, kulturní dům, knihovna, hřbitov, kostel, praktický a zubní lékař. [zdroj?] V obci je zaveden plynovod, vodovod, elektrická energie a kanalizace. Je zajištěn pravidelný svoz odpadu. 

## Pamětihodnosti
- Jesenická kyselka
- Kostel Nanebevzetí Panny Marie na kopci u vesnice
- Krucifix u kostela
- Památný Dub v Jeseníku
- Přírodní památka Meandry Staré Odry
- Rozhledna
- Socha svatého Jana Nepomuckého na návsi
- Zámek Jeseník nad Odrou

## Rodáci
- Jan Konstantin (1894–1965), operní pěvec, pedagog

## Galerie

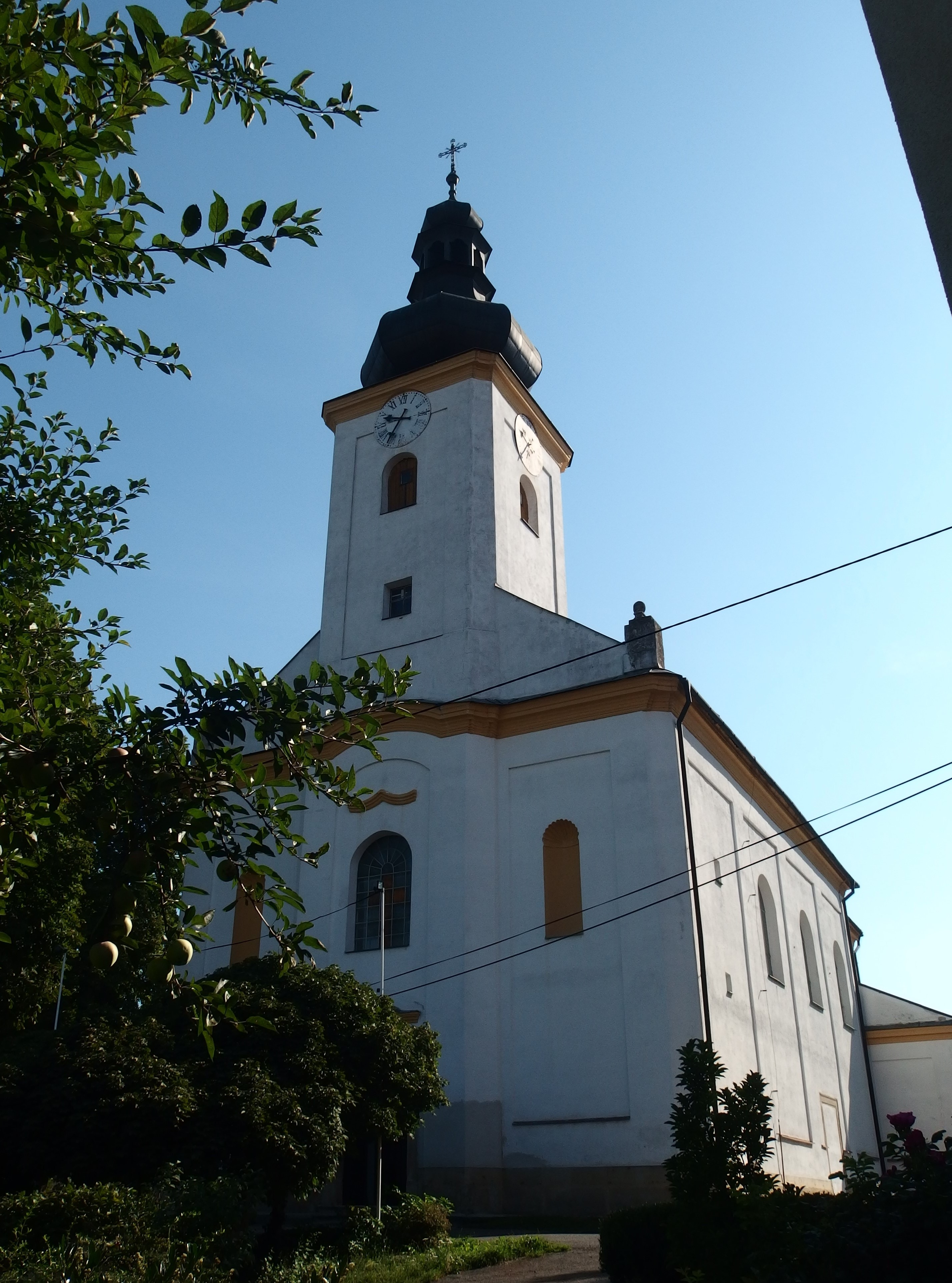
Kostel Nanebevzetí Panny Marie
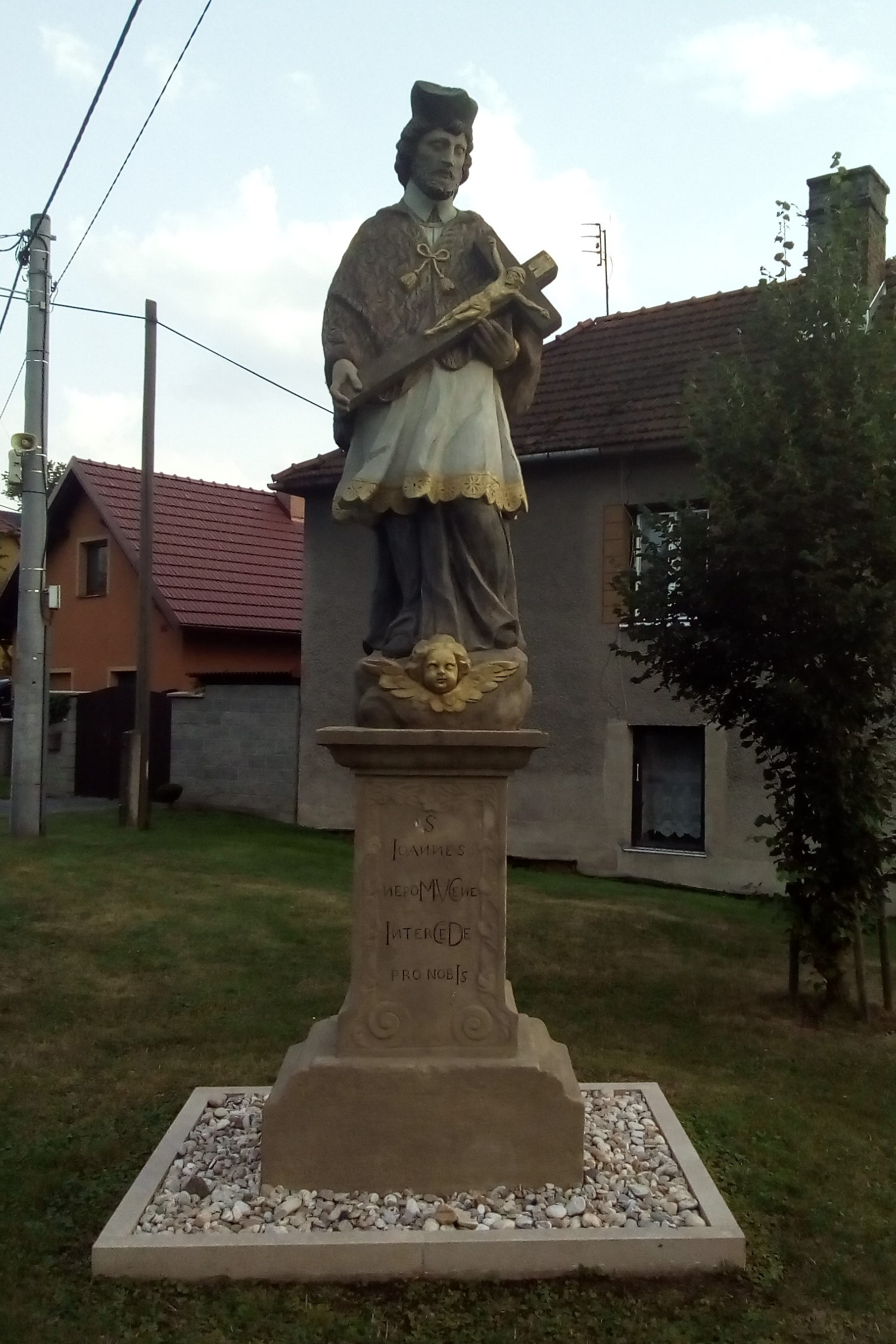
Socha sv. Jana Nepomuckého
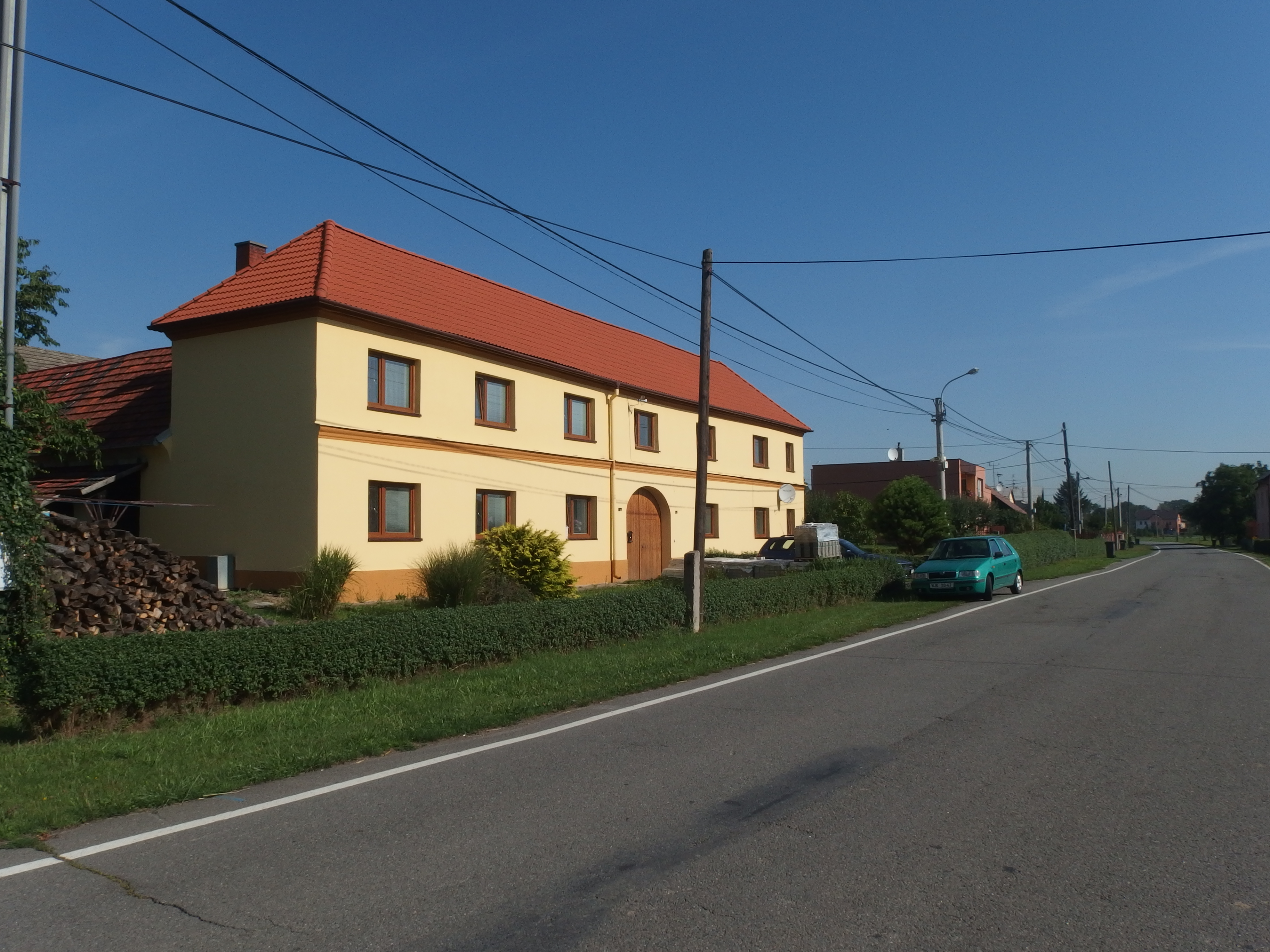
Typická usedlost
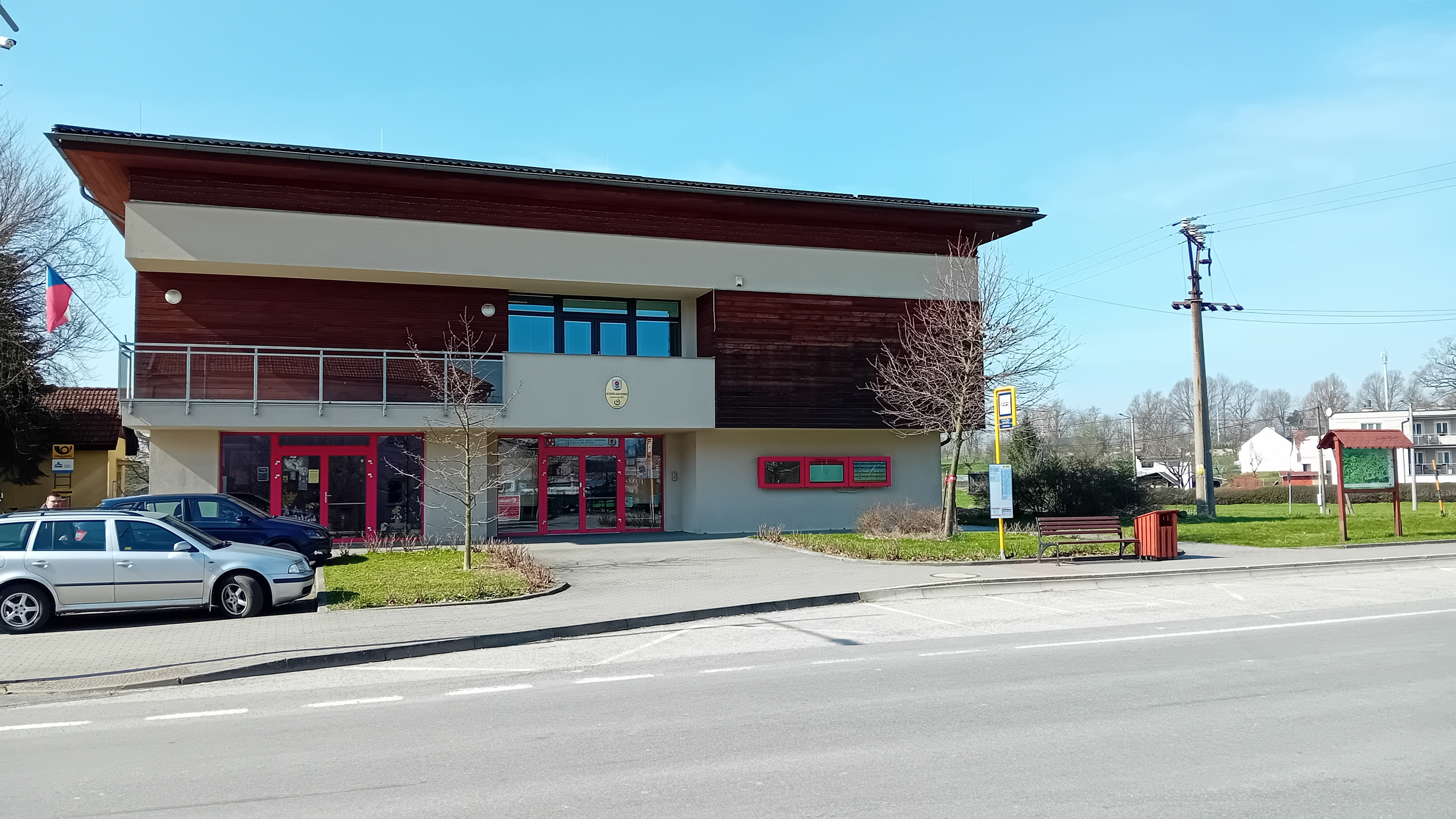
Obecní úřad
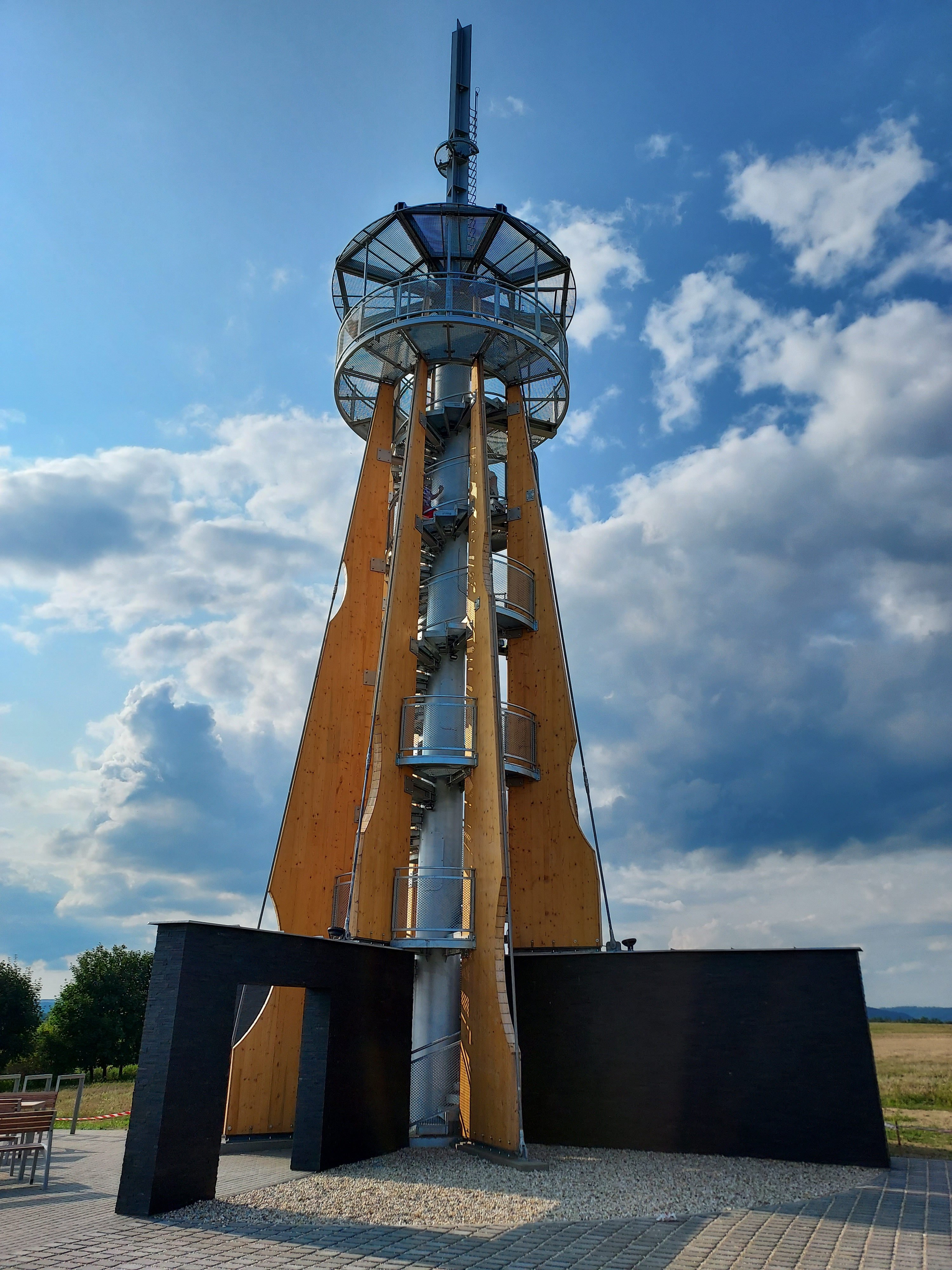
Rozhledna
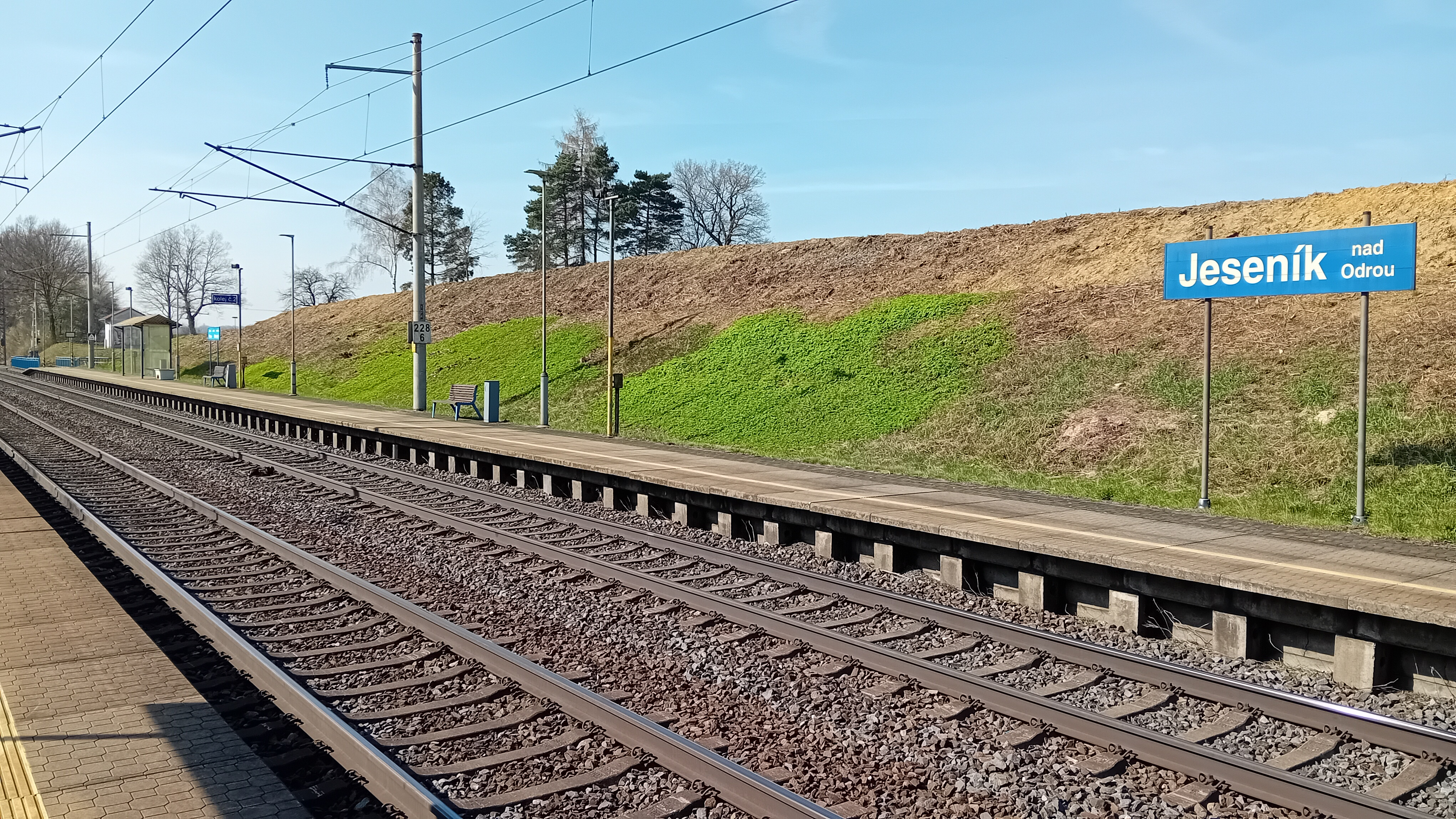
Železniční zastávka
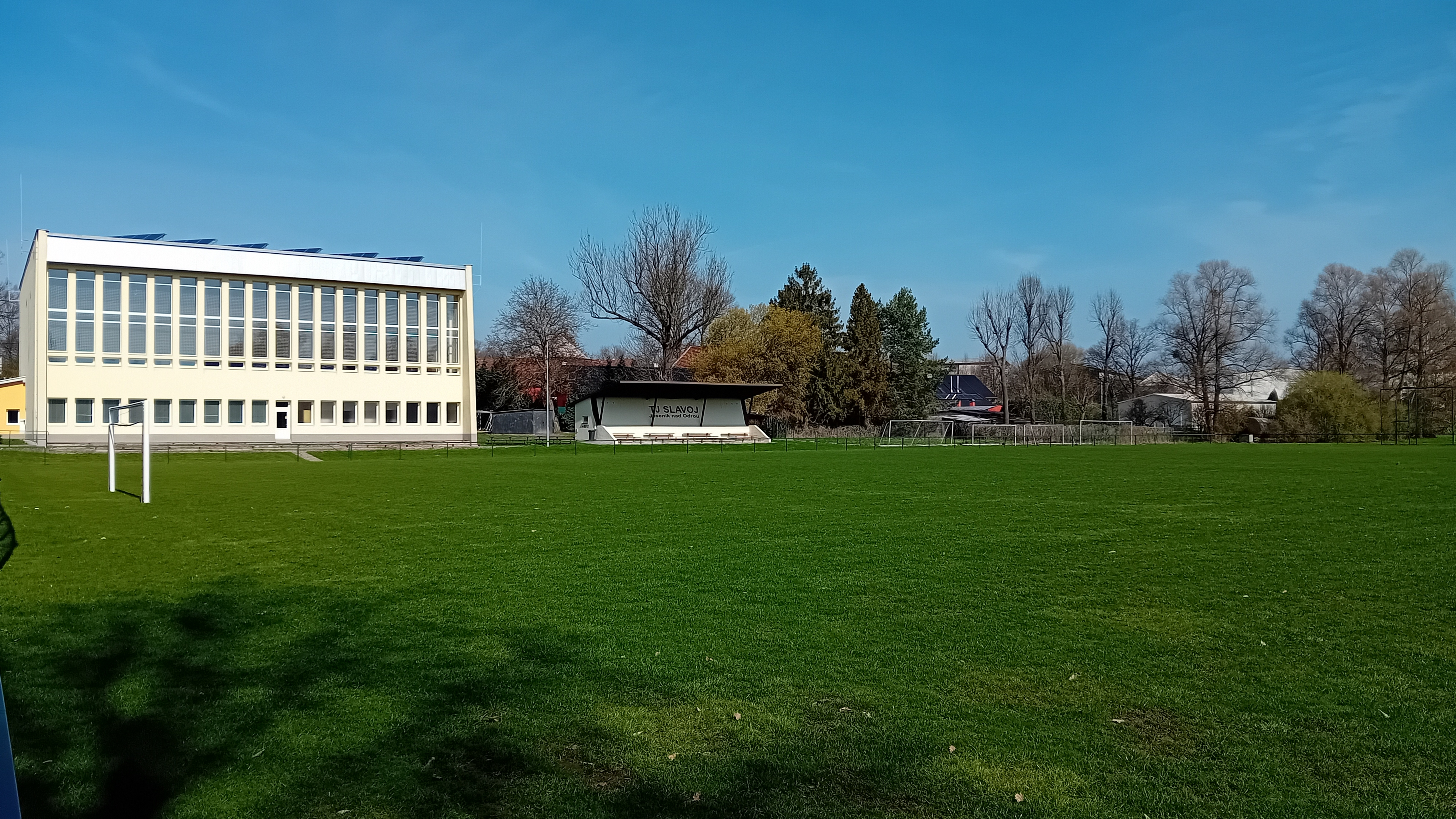
Fotbalové hřiště
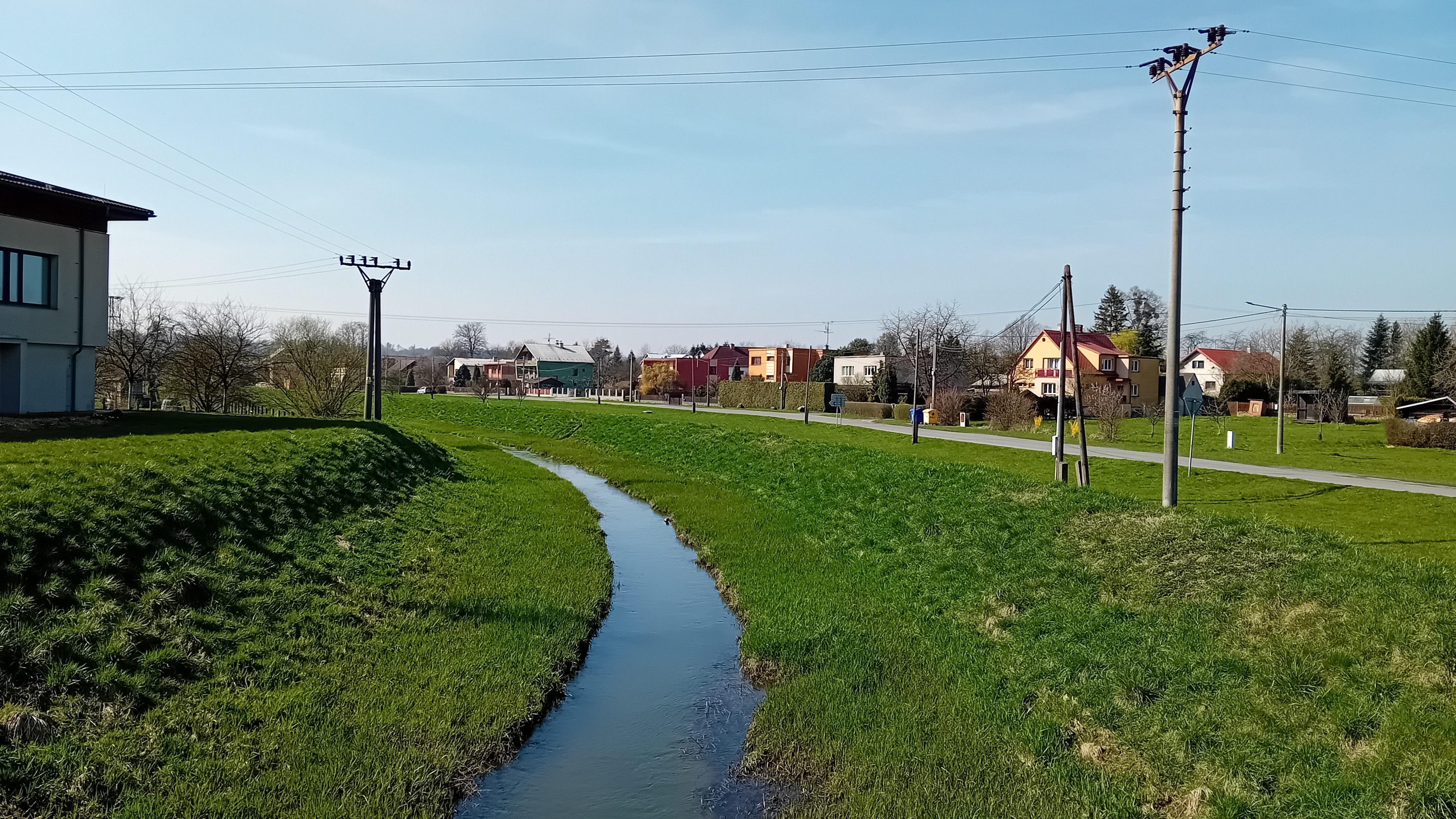
Říčka Luha
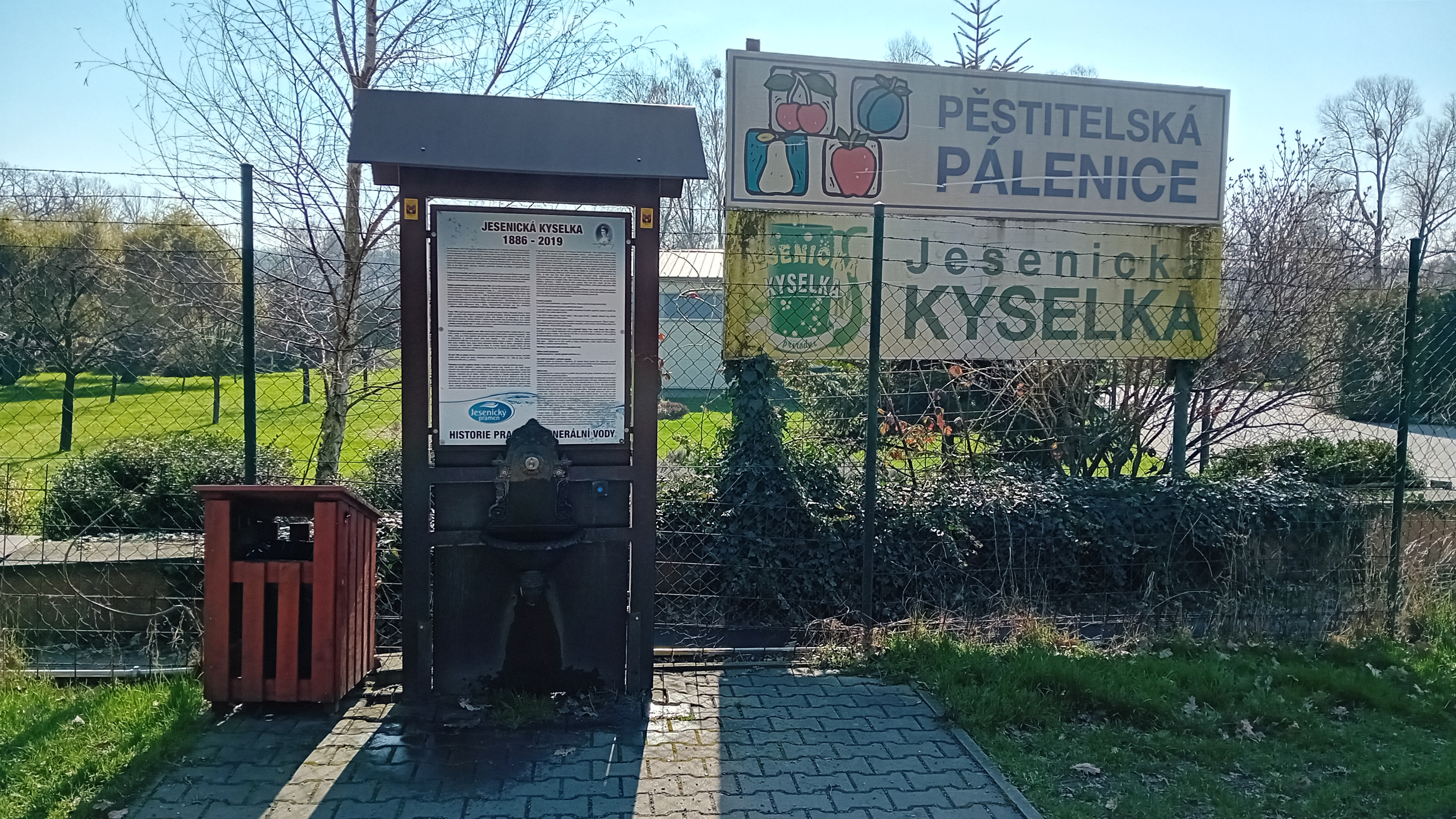
Jesenická kyselka

## Části obce
- Jeseník nad Odrou
- Blahutovice
- Hrabětice
- Hůrka
- Polouvsí

## Lokalita pro výstavbu jaderné elektrárny
Blahutovice byly v 70. letech 20. století vybrány jako potenciální lokalita pro výstavbu jaderné elektrárny. Po politických změnách v roce 1989 bylo od plánu upuštěno, ale v roce 2009 byla lokalita zařazena i přes odpor místních obyvatel a nevládních organizací do klíčového územně-plánovacího dokumentu České republiky – Politiky územního rozvoje.
Na konci roku 2010 byla tato lokalita zmíněna v souvislosti s projektem Allegro, jehož cílem je do patnácti let postavit první skutečnou (leč zatím experimentální a nekomerční) jadernou elektrárnu vybavenou reaktorem, ve kterém se na štěpné reakci podílejí rychlé neutrony (odtud název Allegro). Pokud by k realizaci tohoto projektu skutečně došlo, pak zřejmě v místní části Blahutovice. Na projektu v současnosti[kdy?] spolupracuje Česko (ÚJV Řež) se Slovenskem (VÚJE Trnava) a Maďarskem (AEKI Budapešť) – ovšem vznikl z iniciativy Francie, jejíž vláda vývoj reaktorů IV. generace velmi podporuje. Mělo by se jednat o vysokoteplotní heliem chlazený reaktor na základě francouzské technologie.